# Ernst Eduard von Mensenkampff

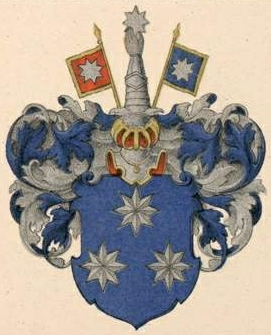
Wappen der Adelsfamilie Mensenkampff

Ernst Eduard von Mensenkampff,  besser bekannt als Ernst von Mensenkampff (* 16. Mai 1896 in Pernau; † Januar 1945 bei Posen (vermisst)), war ein baltischer Journalist. Im Zweiten Weltkrieg war er Referent beim Reichskommissariat Ostland und Landesrat.

## Leben
In seinen Jugendjahren erhielt Ernst von Mensenkampff auf dem Familienbesitz Königshof häuslichen Unterricht. Nach der Revolution im Jahre 1905 erhielt er an einer Münchener Volksschule Unterricht und genoss ab 1906 Privatunterricht in Reval. Von 1907 bis 1914 besuchte er das deutsche Gymnasium in Fellin und durchlief von 1915 bis 1918 in Schweden eine landwirtschaftliche Ausbildung. Danach wurde er Privatsekretär von Heinrich von Stryk (1873–1938) in Berlin. Stryk war dort als Vertreter der livländischen Ritterschaft tätig und strebte einen Anschluss an das Deutsche Kaiserreich an. In den Jahren von 1919 bis 1920 diente von Mensenkampff in der Baltischen Landwehr. Es folgte von 1925 bis 1928 eine Auslandskorrespondenz bei der Telegraphen-Union in Kopenhagen und dann eine Tätigkeit als Journalist in Paris bei der Rigaschen Rundschau an. Von 1933 bis 1939 war er dort Chefredakteur. Seine Familie wurde 1939 durch das Naziregime in den Warthegau umgesiedelt, wo er von 1940 bis 1941 als Landwirt tätig war. 1941 war er zeitweise bei der deutschen Wehrmacht, war dann aber von 1941 bis 1944 Referent beim Reichskommissariat Ostland in Riga und Landesrat. 1945 wurde er in den Volkssturm einberufen und gilt seit 1945 als vermisst.

## Herkunft und Familie
Ernst Eduard von Mensenkampff war der Sohn von Max Karl von Mensenkampff (1871–1922) und dessen Ehefrau Emma Sophie von Mensenkampff geborene Behse (1871–1937). Die Familie Mensenkampff stammte ursprünglich aus Hameln und hatte sich Ende des 17. Jahrhunderts im Baltikum angesiedelt. Ernst heiratete (1) 1918 Irene Matthias aus Aschersleben, (2) 1934 Barbara Mertens und (3) Helga Irene Uhrmann

## Werke
- Menschen und Schicksale aus dem alten Livland. Tilsit / Leipzig / Riga 1943. (2. Auflage 1944) (digar.ee)
- Der Hundertrubelschein. In: Wir Balten. 1951, S. 100. (Erinnerungen des letzten Chefredakteurs der Rigaschen Rundschau)
- Die Grosse Gilde zu Riga. In: Ostland. Monatsschrift des Reichskommissars für das Ostland. Jahrgang 2, Nr. 10, April 1944, S. 12–21. (booklooker.de)